# Christopher Le Brun
Christopher Le Brun (ur. 20 grudnia 1951 w Portsmouth) – brytyjski artysta współczesny, przedstawiciel  brytyjskiej odmiany transawangardy.